# 科梅舒瓦哈 (北頓涅茨克區)

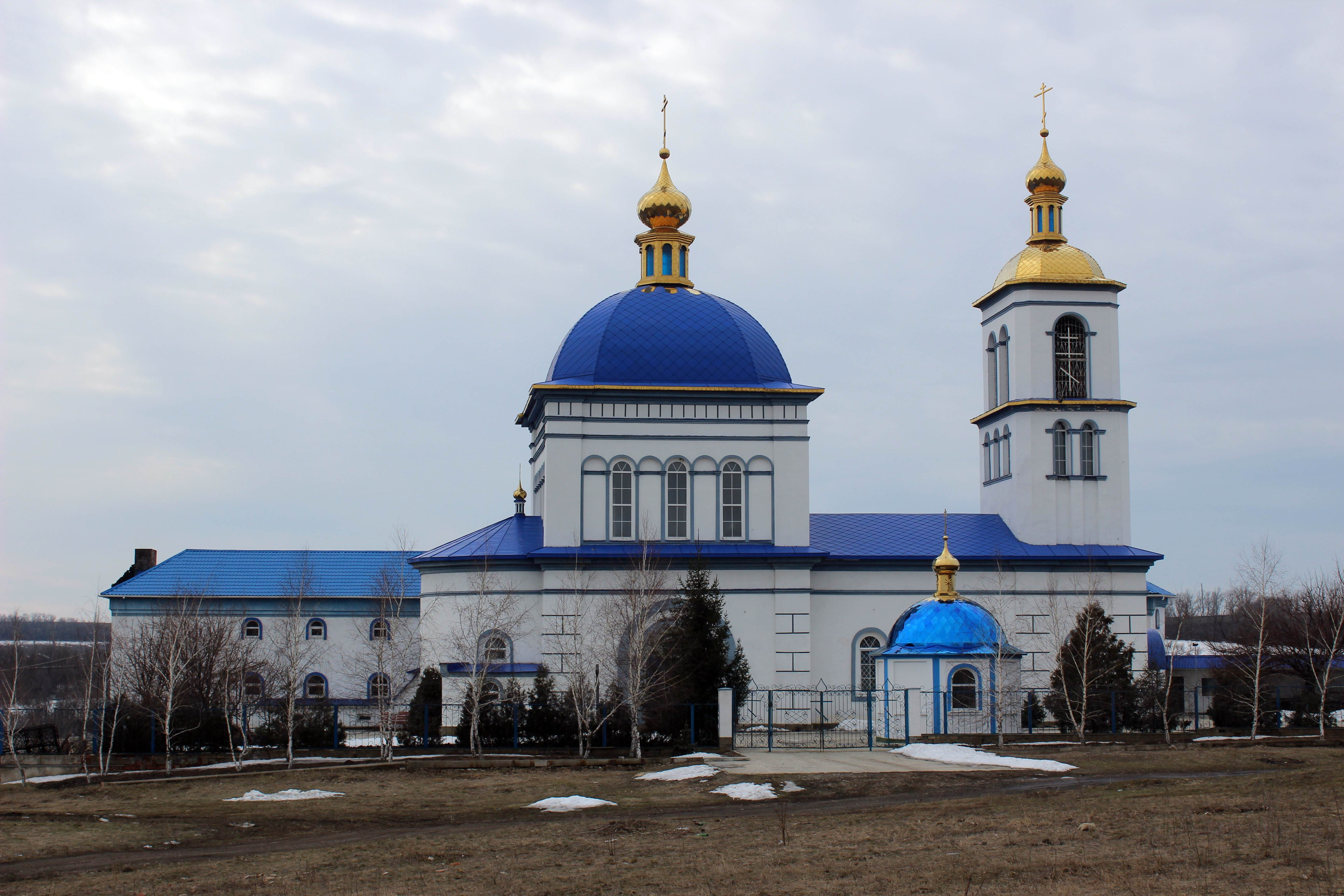
教堂

科梅舒瓦哈（烏克蘭語：Комишуваха）是位於烏克蘭東部的市級鎮，由盧甘斯克州北顿涅茨克区的波帕斯納市鎮負責管轄。該鎮始建於1853年，面積4.88平方公里，海拔高度139米，2011年人口2,310，人口密度每平方公里473.36人。